# Брієнно
Брієнно (італ. Brienno) — муніципалітет в Італії, у регіоні Ломбардія, провінція Комо.
Брієнно розташоване на відстані близько 520 км на північний захід від Рима, 50 км на північ від Мілана, 11 км на північний схід від Комо.
Населення — 361 особа (2014).
Щорічний фестиваль відбувається 28 липня. Покровитель — San Nazario.

## Демографія
Населення за роками:

Станом на 1 січня 2023 року в муніципалітеті офіційно проживали 23 іноземці з 12 країн, серед них 3 громадяни країн Євросоюзу та 5 громадян України.

## Сусідні муніципалітети
- Ардженьо
- Карате-Уріо
- Лальйо
- Нессо
- Скіньяно